# Chapelle Notre-Dame-du-Bout-du-Pont
La chapelle Notre-Dame-du-Bout-du-Pont, dédiée à Notre-Dame-des-Sept-Douleurs, est une chapelle catholique près de la rivière Argent-Double à Rieux-Minervois dans l'Aude, dans la région française d'Occitanie. 

## Histoire
D'après la tradition, ce fut un des membres de la famille de Noailles, originaire de Rieux, qui se trouvant en mer, assailli par une violente tempête, fit vœu d'élever une chapelle en l'honneur de Notre-Dame-des-Sept-Douleurs, si par intercession de celle-ci, il évitait le naufrage. C'est à la suite de ce vœu que le sieur de Noaille, sorti sain et sauf de cette tempête, fit élever la chapelle actuelle.
La famille de Noailles habitait Rieux au XVe siècle et elle s'est éteinte dans le décès de son dernier représentant, Catherine de Noailles, le 15 septembre 1653. La famille de Noailles possédait un fief noble dans les territoires de Peyriac et d'Azille. 
Pour préciser la date de construction, on peut utiliser les dates des testaments de la famille de Noailles. Un membre de la famille, prénommé Jean, fait mention dans son testament daté de 4 mai 1599 d'un jardin qu'il possède à côté de la chapelle. Marthe de Gondail, dans son testament daté du 9 avril 1670, indique que la chapelle lui appartient dont elle avait hérité de son père, héritier universel, en 1605, de sa tante, Jeanne de Gondail, mariée à Étienne de Noailles. Dans le testament d'Antoine de Noailles daté du 11 juillet 1522, il est fait mention de dons faits à l'église de Rieux mais ne cite pas la chapelle. On peut donc supposer que la chapelle a été construite entre 1522 et 1599. La plaque d'information placée devant la chapelle a estimé sa construction en pierres de gros appareil vers 1560, mais sa dimension initiale était plus petite. Elle n'avait pas plus de 5,62 m de largeur et 5,85 m de long. Cette chapelle était la réplique de la chapelle des seigneurs qui se trouvent dans l'église de l'Assomption construit en 1512 par Tristan de La Jugie-Morèze, seigneur de Rieux.
Un acte passé le 24 août 1687 passé par quatre consuls de Rieux et deux marguilliers de la chapelle avec un doreur de Carcassonne pour dorer la partie de la chapelle située au-dessus de l'autel ornée par un retable depuis peu.
À la suite d'une recrudescence de dévotion, la chapelle est apparue trop petite. Les consuls et marguilliers ont décidé d'agrandir la nef en 1729. La chapelle reçoit en un bénitier en marbre de Caunes en 1735, un devant d'autel, en 1740, un autel en 1755. Le pavé du sanctuaire et de la nef sont réparés en 1758.
À la suite d'une épidémie de peste importante, les consuls ont décidé, en mars 1714, de faire une procession à notre-Dame-des-Sept-Douleurs de la chapelle Notre-Dame-du-Bout-du-Pont, chaque année.

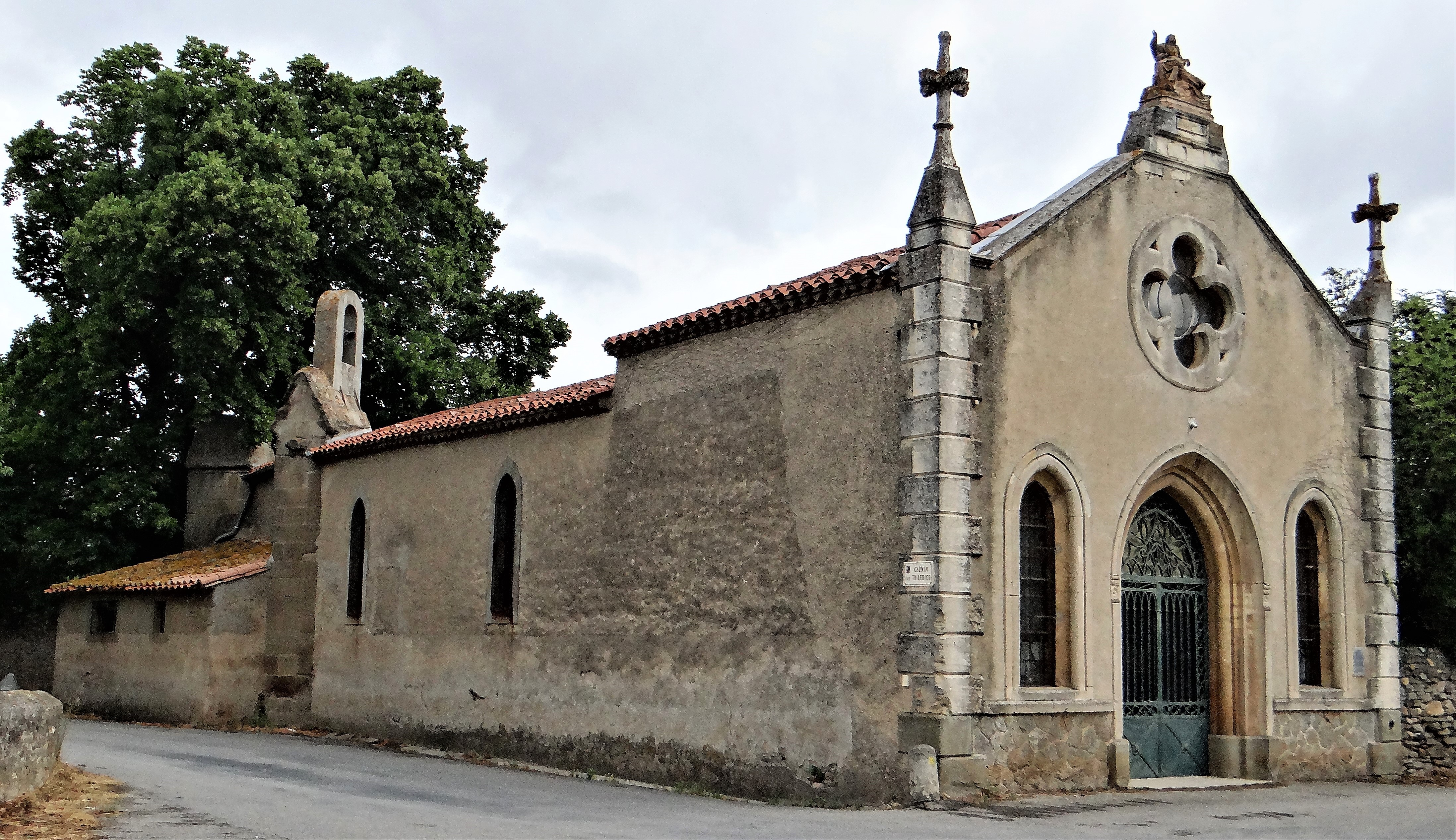
La chapelle.

Pendant la Révolution, la chapelle perd tout son mobilier, tous ses ornements et sa cloche. Elle a été rouverte au culte qu'après le concordat, en 1801. La chapelle est restaurée. L'accroissement de la population a rendu nécessaire un agrandissement de la chapelle. L'abbé Francès, curé de Rieux entre 1858 et 1865, a prolongé la nef de l'église en amenant la nouvelle façade près de la rivière. Une large porte ogivale en fer est placé sur la façade avec des ouvertures de part et d'autre pour éclairer l'intérieur et une rosace à quatre lobes avec un vitrail représentant Notre-Dame des Sept Douleurs est placé au-dessus du portail, au sommet de la façade a été placé un groupe de Mater Dolorosa. Le sanctuaire est restauré par l'abbé Haubin, curé de Rieux entre 1865 et 1877, mais le retable a disparu, seule est restée la statue de la Vierge. La chapelle subit des dégradations au cours de l'inondation de 1875. Tout le devant de la chapelle a dû être reconstruit. Son sommet a reçu une nouvelle statue de Pietà qui a été bénie le 27 mars 1887 par Mgr Billard, évêque de Carcassonne. La chapelle a une longueur de 22,31 m sur 6,50 m de largeur.
Le pont situé à proximité pour franchir l'Argent-Double a été construit en 1606 par le seigneur de Rieux, François de La Jugie.